# 薩普萊 (北卡羅萊納州)
薩普萊（英語：Supply）是位於美國北卡羅萊納州不倫瑞克縣的非建制地區。

## 歷史
薩普萊的郵局自1856年營運至今。

## 地理
薩普萊所處的海拔為高於海平面8米（即26英呎），而該地所採用的時區為UTC-5，即北美东部时区（EST）。同時該地設有夏令時間，為UTC-5調快一小時，即UTC-4（EDT）。